# Alain Fleischer

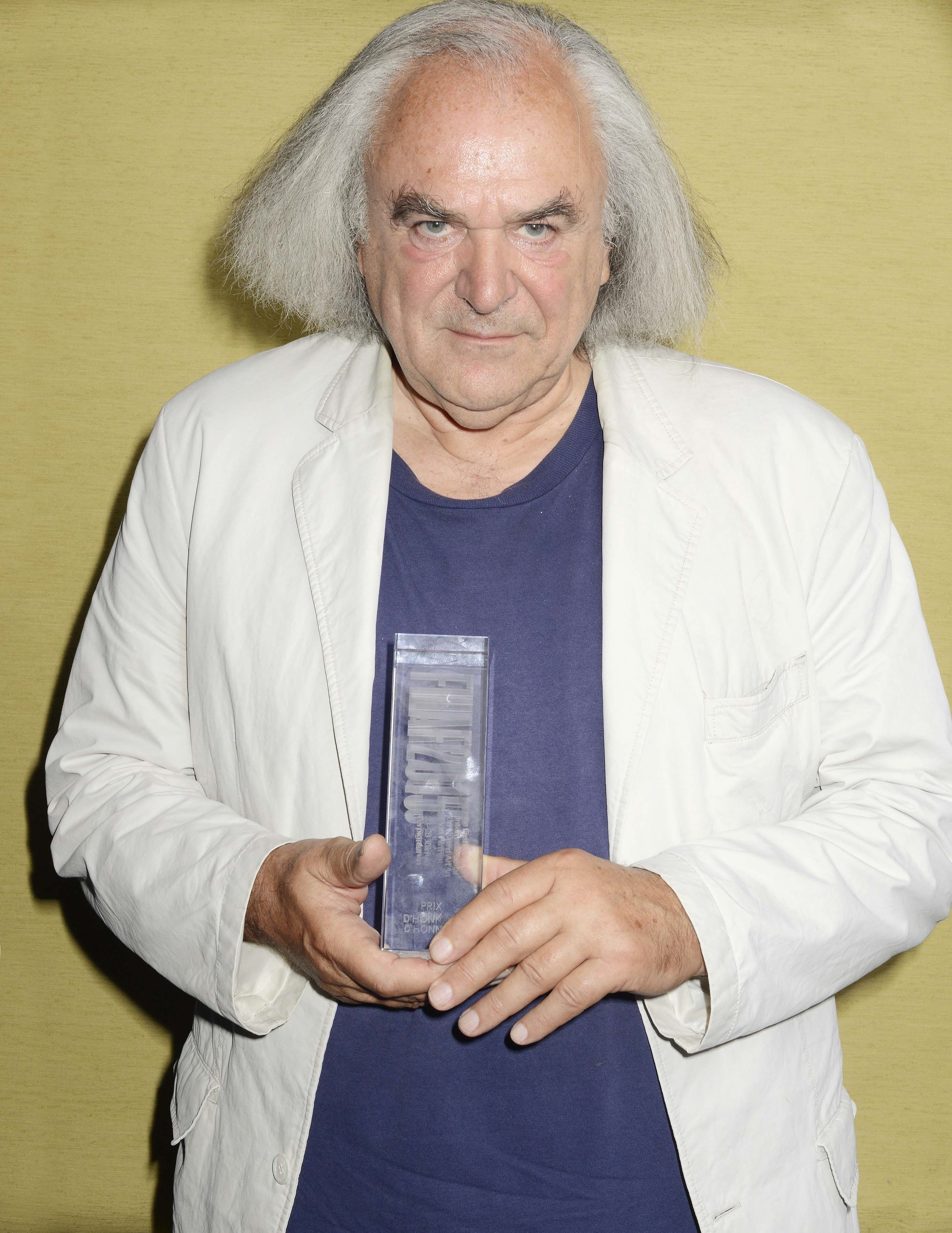
Alain Fleischer (2015)

Alain Fleischer (* 1944 in Paris) ist ein französischer Regisseur, Schriftsteller, Fotograf und Plastiker.

## Leben
Alain Fleischer studierte Französisch (lettres modernes), Linguistik, Anthropologie und Semiologie an der Sorbonne und an der École des hautes études en sciences sociales (EHESS) in Paris.
Er unterrichtete in zahlreichen Schulen:
- Universität Paris 3 am IDHEC (Institut des hautes études cinématographiques)
- Ecole nationale d’Art in Villa Arson
- École nationale supérieure d’arts de Cergy-Pontoise
- École de la photographie d’Arles
- Universität von Québec in Montréal, (UQAM)

Heute ist er Direktor am Fresnoy, nationales Studio der Gegenwartskünste und unterrichtet dort auch.
Alain Fleischer wird durch die Galerie Le Réverbère in Lyon vertreten.

## Fotografisches Kunstschaffen
Exhibition ist eine Fotoserie mit ungefähr hundert Fotografien, an welcher er seit über fünfzehn Jahren arbeitet. Das Grundprinzip ist immer dasselbe: die Fotografie zeigt eine urbane Landschaft mit einem pornografischen Detailbild. Es ist die Vereinigung zweier Motive und zweier fotografischer Genres, die grundsätzlich gegensätzlich sind.
Er gebraucht oftmals Infrarotaufnahmen für seine fotografischen Werke. Zudem gebraucht er komplexe Apparaturen um sein Werk zu realisieren. Er arbeitet mit Chemikalien, optischen Experimenten und Lichtreflexionen.
Seine Arbeiten nähern sich dem Kino an. Man sieht eine Vielzahl von Formen und Ansätzen in einem Bild.

## Bücher
- Là pour ça, Roman, 1986.
- Quelques obscurcissements, Erzählungen, 1991.
- La nuit sans Stella, Novelle, Essai und Fotografien, 1995.
- La Femme qui avait deux bouches, Erzählungen, 1999.
- La Pornographie. Une idée fixe de la photographie, Erzählungen, 2000.
- Quatre voyageurs, Roman, 2000.
- Les Trapézistes et le rat, Roman, 2001.
- L’ascenseur, Roman, 2002, Neuauflage, 2007.
- Mummy, mummies mit 9 Fotografien des Autors, Erzählungen, 2002.
- Les Ambitions désavouées, Roman, 2003.
- Les Angles morts, Roman, 2003.
- La Hache et le Violon, Roman, 2004.
- La Femme couchée par écrit, 2005.
- Eros/Hercule. Pour une érotique du sport, 2005.
- Immersion, Roman, 2005.
- L’accent, une langue fantôme, Essai, 2005.
- L’amant en culottes courtes, Roman, 2006.
- Quelques obscurcissements, 2007.
- Prolongations, Roman, 2008.
- Le carnet d’adresses, 2008.
- Les laboratoires du temps. Écrits sur le cinéma et la photographie (volume 1), 2008.

## Filmografie
- 1979: Zoo zéro
- 1982: Règles, rites
- 1989: La Nuit des toiles
- 1992: Rome Roméo
- 1994: Un tournage à la campagne – Montage aus dem erst nach Jahrzehnten gefundenen Filmmaterial von  Jean Renoirs Eine Landpartie (Une partie de campagne, 1936)
- 2000: Bewegte Welt (Un monde agité)

## Preise
- Pensionsgast an der Académie de France in Rom (Villa Médicis)en photographie von 1985 bis 1987
- Stipendium der Villa Médici, New York City für Film 1983
- Preis der Stadt Rom für Fotografie (1987)
- Leonardo da Vinci-Stipendium für Film (1987–1988)